# Hércules Brito Ruas
Hércules Brito Ruas (Rio de Janeiro, 1939. augusztus 9. –) világbajnok brazil válogatott labdarúgó.
A brazil válogatott tagjaként részt vett az 1966-os és az 1970-es világbajnokságon.

## Pályafutása

### A válogatottban
1964 és 1972 között 47 alkalommal szerepelt a brazil válogatottban. Tagja volt az 1970-es világbajnok csapatnak.

## Sikerei, díjai
Vasco da Gama
- Carioca bajnok (2): 1956, 1958
- Torneio Rio-São Paulo (2): 1958, 1966
- Taça Guanabara (1): 1965

Brazília
- Világbajnok (1): 1970

Egyéni
- Bola de Prata (1): 1970